# Vesёlyj
Vesёlyj (in lingua russa Весёлый) è un centro abitato dell'Adighezia, situato nel Majkop. La popolazione era di 671 abitanti al dicembre 2018. Ci sono 9 strade.